# سی‌آی‌سی
سی‌آی‌سی (انگلیسی: Crédit Industriel et Commercial) شرکت خدمات مالی و بانکداری فرانسوی است، که در سال ۱۸۵۹ تأسیس شد.